# Roberto 'Tachero' Martínez
Roberto Juan Martínez (Santa Fe, Argentina; 25 de mayo de 1927 - ¿Peru?) fue un futbolista argentino que jugó en la posición de mediocampista, destacado por su técnica depurada y gran despliegue.

## Trayectoria
Inició su carrera deportiva en el club Newell's en 1946, tuvo un nivel de juego destacado y debido a sus cualidades y juego vistoso se trasladó al Dorado colombiano en 1950. Jugó por el Independiente Santa Fe, Universidad, Millonarios y Atlético Nacional. En su paso por Millonarios obtuvo el Campeonato colombiano 1953.
En 1956 llegó al Perú para jugar por Universitario de Deportes pero sólo lo hizo en amistosos; a mitad de ese torneo en octubre pasó a Sporting Cristal donde saldría campeón, en el cuadro rimense jugó hasta 1958.
En 1959 jugaría por el Atlético Chalaco del puerto del Callao, terminó su carrera en el Centro Iqueño en 1961.
Luego de su retiro como futbolista profesional se quedó a radicar en Perú donde se mantuvo vinculado al deporte. Entrenó a algunos equipos de primera y segunda división.

## Clubes
| Club                      | País      | Año         |
| ------------------------- | --------- | ----------- |
| Newell's Old Boys         | Argentina | 1946 - 1950 |
| Independiente Santa Fe    | Colombia  | 1951        |
| Universidad               | Colombia  | 1952        |
| Millonarios               | Colombia  | 1953 - 1954 |
| Atlético Nacional         | Colombia  | 1955        |
| Universitario de Deportes | Perú      | 1956        |
| Sporting Cristal          | Perú      | 1956 - 1958 |
| Atlético Chalaco          | Perú      | 1959        |
| Centro Iqueño             | Perú      | 1960 - 1961 |

## Títulos
- Millonarios: 1953.
- Sporting Cristal: 1956.